# 雷

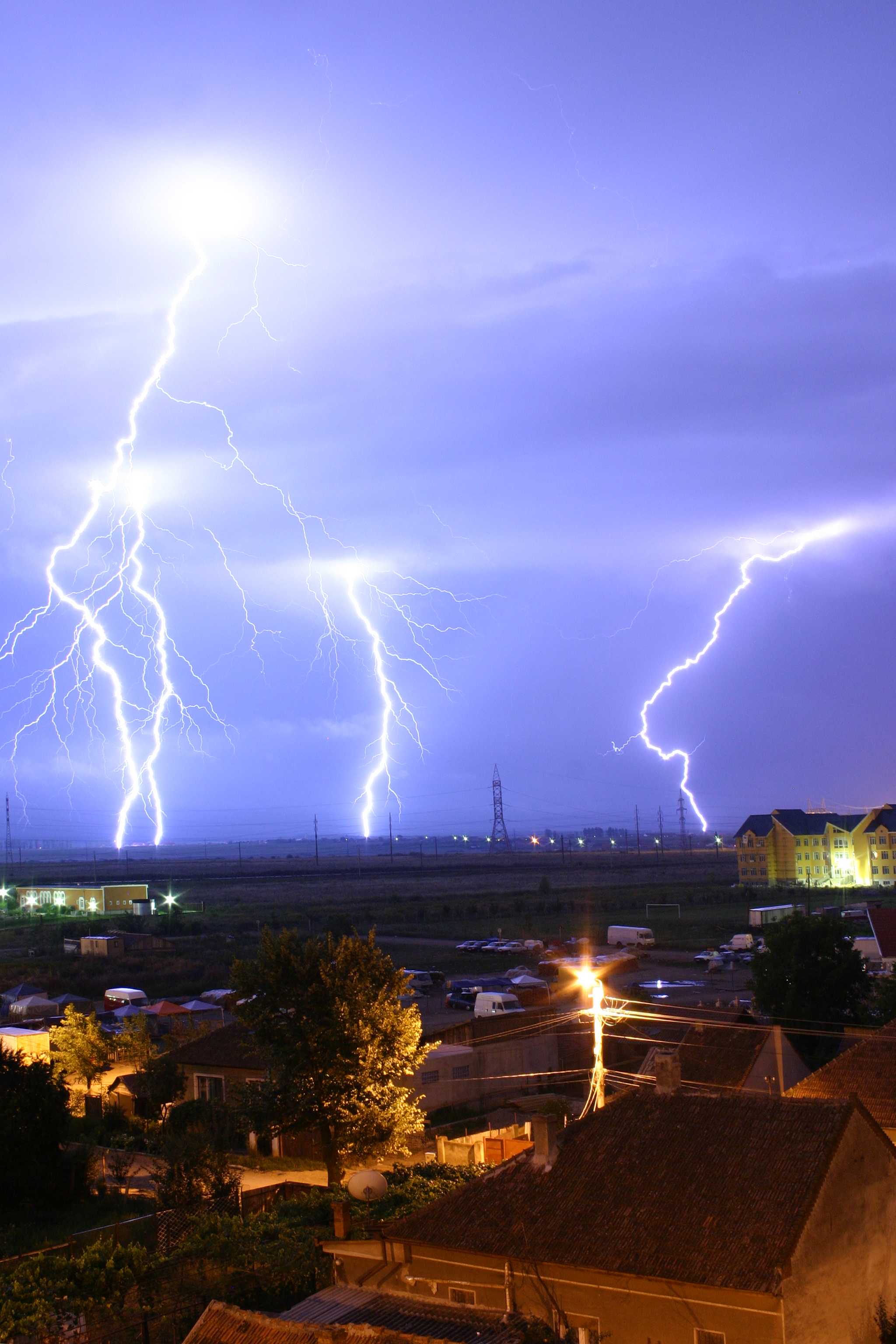
雷擊，本圖同時有數個雷擊發生。在這種距離通常可以明顯發現"雷聲"會較晚傳達到觀察者所在地。

雷（thunder）古代亦寫作「靁」，因雷雲內部電荷分佈不平均，產生高電位形成的帶電雲層，是靜電釋放的反應，因光熱使空氣迅速膨脹所產生的自然现象。在气象学中指因為闪电通過而同時釋放高能量，將周圍的空氣急剧膨胀产生衝擊而形成的聲波，一般會表现为伴随闪电现象发生的隆隆聲響。其實，閃電和雷聲是同時發生的，只是光的傳播速度，要比聲音的傳播速度來的快，因为声音和光的介質在空氣中的传播速度不同。在空气之中，光速每秒可達30萬公里，以這樣的速度繞行地球赤道，一秒鐘就可以跑完七圈半，而声速大约为340~350米/秒，約僅有光速的九十萬分之一，人们可以通过计算它们之间的时间间隔来确定闪电发生的距离，因此闪电发生的地点大约为每间隔3秒一公里（或5秒一英里）。至於有關閃電的詳細成因，請參見閃電。
雷击其实就是闪电电擊，不过由於電位差很大，通過的電能和电量就比较大，有的建筑物甚至会倒塌，树木可能会被劈断，人畜可能死伤。通过使用避雷針將雷電導向地線，原則上可以避免或减轻雷擊造成的损害。

## 發生因素
在19世纪中叶，普遍认为是闪电产生了真空，随后空气涌入真空导致了雷声。
直到20世纪初，科学界才对雷声的成因达成共识：雷声是闪电中的等离子体迅速加热空气而产生的冲击波所产生的声音。

## 歷史
唐代王睿的《炙毂子》记载，汉代有人把瓦做成鱼尾形状，放在屋顶上防止雷电。南朝刘宋时人盛弘之《荆州记》記載過避雷室：“湖陽縣樊重母畏雷，為石室避之，悉以石為階。”1688年，法国人马卡连在《中国新事》书中写道：“……屋顶的四角都被雕饰成龙头的形状，仰着头，张着嘴。在这些怪物的舌头上有一根金属蕊子，这金属蕊子的末端一直通到地里，如果有雷打在房屋上，它就会顺着舌头跑到地里，不会产生任何危险。”1752年7月，美国学者本杰明·富兰克林利用風箏在大雷雨中作了吸取天电试验，证明了闪电是和物体磨擦时所生成的电相同。1753年富兰克林制造了世界上第一个避雷针。

## 文化

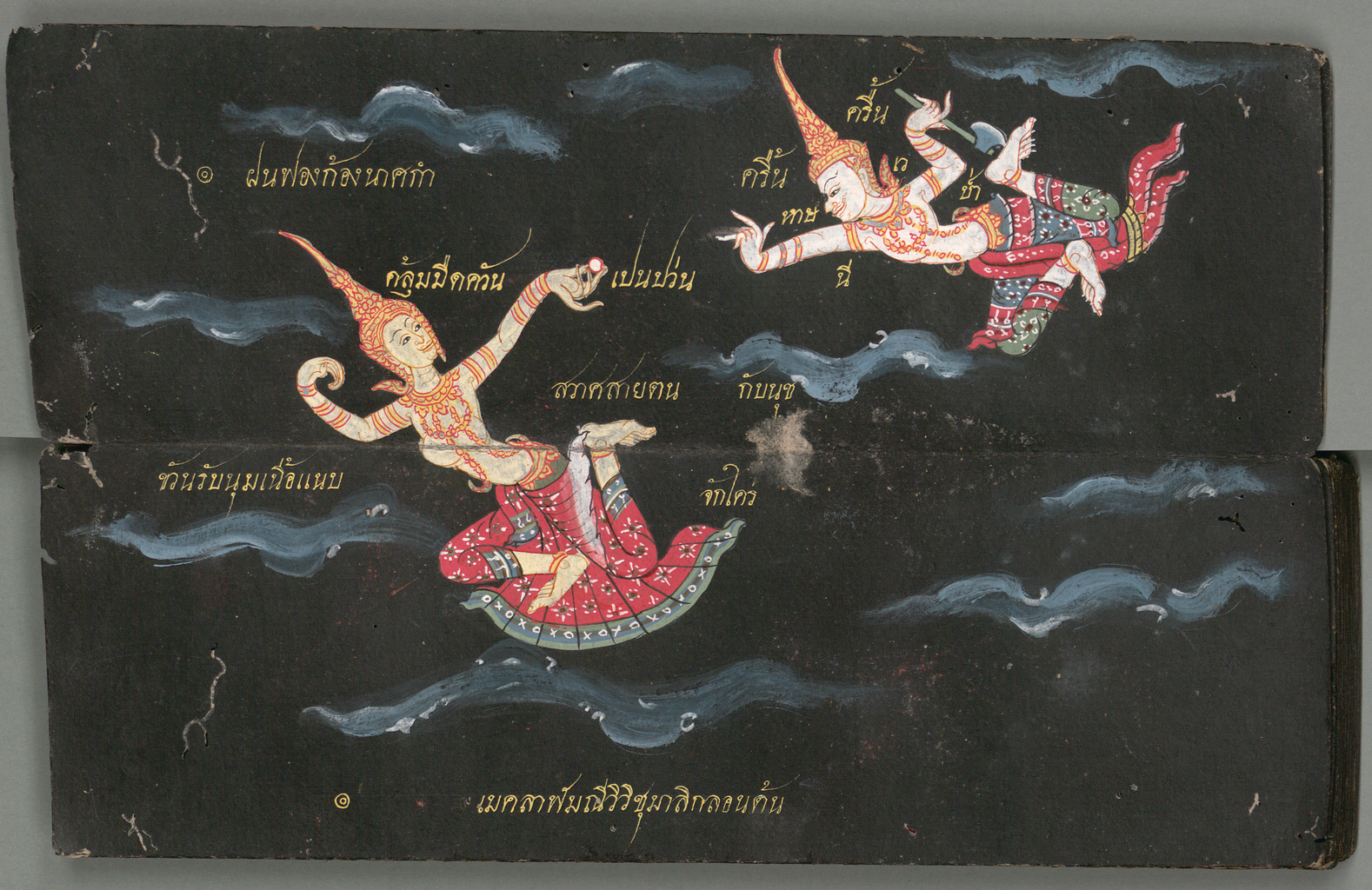
媚卡拉和拉玛逊

中国古代认为雷击跟天谴有关，比如做了不孝之事，天公震怒，将犯罪嫌疑人电死以示惩戒。而在欧洲和美洲，也曾经有过类似的观点，认为雷电是上帝之火。 商朝國君武乙就是遭雷擊而死。
根据泰国传说，夜叉拉玛逊用斧头抢夺媚卡拉的宝珠，斧头劈开天空的声音即是雷声。

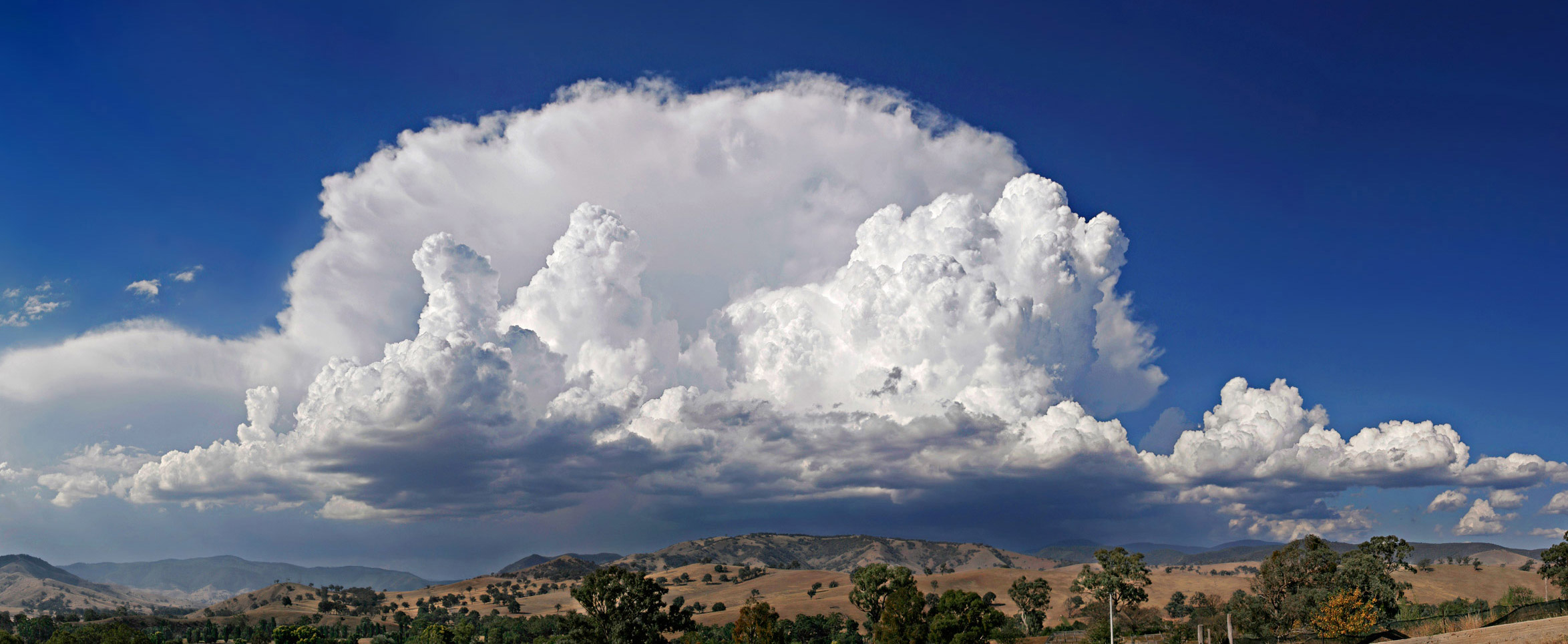
積雨雲經常引起雷電